# Don Mitchell (Schauspieler)
Don Mitchell (* 17. März 1943 in Houston, Texas, als Donald Michael Mitchell; † 8. Dezember 2013 in Encino, Kalifornien) war ein US-amerikanischer Schauspieler in Film und Fernsehen. Bekanntheit erlangte er vor allem durch seine Rolle als Officer Mark Sanger in der Krimiserie Der Chef.

## Leben und Karriere
Um Schauspieler zu werden, machte der 1943 in Houston im Bundesstaat Texas geborene Don Mitchell seinen Abschluss im Fach Fine Arts an der University of California in Los Angeles. Mitchell spielte von 1965 bis 1993 verschiedene Fernsehrollen, unter anderem hatte er Auftritte in Episoden von namhaften Serien, darunter: Mr. Novak (1965), Bezaubernde Jeannie (1965–1966), Verliebt in eine Hexe (1966), Auf der Flucht (1966–1967), Die Leute von der Shiloh Ranch (1967), Medical Story (1976), Wonder Woman (1978), CHiPs (1979) oder Matlock (1986). Eine komplexere TV-Rolle spielte er in 195 Episoden als Officer Mark Sanger von 1967 bis 1975 in der Fernsehserie Der Chef an der Seite von Schauspielerkollege Raymond Burr. 1993 spielte er diese Rolle noch einmal in dem Fernsehfilm Der Chef kehrt zurück.
Im Kino trat Don Mitchell nur in wenigen Filmen als Schauspieler in Erscheinung. 1973 spielte er unter der Regie von Bob Kelljan in dem Horrorfilm Der Schrei des Todes die Rolle des Justin Carter an der Seite von Schauspielerkollegen wie William Marshall und Pam Grier. 1991 besetzte ihn der Regisseur Roland S. Jefferson in seinem Drama Perfume in der Rolle des Sheldon.
Die Ehen mit der Schauspielerin Judy Pace und mit Emilie Blake Walker endeten in Scheidung. Seine Tochter Shawn Meshelle Mitchell wurde ebenfalls Schauspielerin.

## Filmografie (Auswahl)

### Kino
- 1973: Der Schrei des Todes (Scream Blacula Scream)
- 1991: Perfume

### Fernsehen
- 1965: Mr. Novak (Fernsehserie, 1 Episode)
- 1965–1966: Bezaubernde Jeannie (Fernsehserie, 4 Episoden)
- 1966: Verliebt in eine Hexe (Fernsehserie, 1 Episode)
- 1967: Der Todesschuß (Fernsehfilm)
- 1966–1967: Auf der Flucht (Fernsehserie, 2 Episoden)
- 1967: Ein beinah tödlicher Fall (Fernsehfilm)
- 1967: Die Leute von der Shiloh Ranch (Fernsehserie, 2 Episoden)
- 1967: Tarzan (Fernsehserie, 1 Episode)
- 1967–1969: Insight (Fernsehserie, 2 Episoden)
- 1967–1975: Der Chef (Fernsehserie, 195 Episoden)
- 1972: The Bold Ones: The New Doctors (Fernsehserie, 1 Episode)
- 1972: McMillan & Wife (Fernsehserie, 1 Episode)
- 1972: Short Walk to Daylight (Fernsehfilm)
- 1976: Medical Story (Fernsehserie, 1 Episode)
- 1978: Wonder Woman (Fernsehserie, 1 Episode)
- 1979: Police Story: A Cry for Justice (Fernsehfilm)
- 1979: CHiPs (Fernsehserie, 1 Episode)
- 1985–1986: Capitol (Fernsehserie)
- 1986: Matlock (Fernsehserie, 1 Episode)
- 1993: Der Chef kehrt zurück (Fernsehfilm)